# Schüttinggraben
Der Schüttinggraben ist ein rund 0,9 Kilometer langer, rechter Nebenfluss der Kainach in der Steiermark.

## Verlauf
Der Schüttinggraben entsteht im südwestlichen Teil der Gemeinde Kainach bei Voitsberg, im westlichen Teil der Katastralgemeinde Kohlschwarz, südwestlich des Hofes Schütting am Nordhang des Hemmerberges. Er fließt in der oberen Hälfte relativ gerade knickt im Unterlauf etwas nach rechts ab und fließt wieder relativ gerade weitern insgesamt nach Nordosten. Im Westen der Katastralgemeinde Kohlschwarz mündet er südsüdöstlich des Hauptortes Kainach bei Voitsberg, nordöstlich des Hofes Schütting etwa 30 Meter westlich der L341 in die Kainach, die danach geradeaus weiterfließt. Auf seinem Lauf nimmt der Schüttinggraben von links zwei sowie von rechts einen unbenannten Wasserlauf auf.